# Vatnaöldur
Vatnaöldur ist der Name einer Kraterreihe in Island. Sie befindet sich im Hochland von Island im Nordwesten der Veiðivötn und nordöstlich von Landmannalaugar im Gemeindegebiet von Rangárþing ytra.
Die Kraterreihe entstand während einer Ausbruchsserie im Vulkansystem der Bárðarbunga um das Jahr 870. Diese Eruptionen fanden wie später die der benachbarten Veiðivötn in ca. 65 km langen Vulkanspalten, die sich damals auf dem Gebiet eines Sees befanden, statt. Bei diesen vor allem explosiven Eruptionen wurde vorwiegend Tholeiit-Basalt produziert. Die ausgestoßene Menge belief sich vermutlich auf ca. 5–10 km³.